# Distretto di Tha Ruea
Il distretto di Tha Ruea (in thailandese: ท่าเรือ) è un distretto (amphoe) della Thailandia, situato nella provincia di Ayutthaya.